# Discodes valentinae
Discodes valentinae är en stekelart som beskrevs av Japoshvili och John S. Noyes 2005. Discodes valentinae ingår i släktet Discodes och familjen sköldlussteklar. Inga underarter finns listade i Catalogue of Life.